# Daniel Smith Donelson
Pour les articles homonymes, voir Donelson.
Daniel Smith Donelson (23 juin 1801 - 17 avril 1863) est un politicien du Tennessee, et neveu du président Andrew Jackson. Le port fluvial historique de fort Donelson est nommé en son honneur alors qu'il est brigadier général dans la milice du Tennessee, au début de la guerre de Sécession, pendant laquelle il sert comme général confédéré, particulièrement à Perryville et Stones River.

## Avant la guerre
Donelson naît dans le comté de Sumner, Tennessee, et est un des trois fils de Samuel et Mary « Polly » Smith Donelson. Son frère aîné est Andrew Jackson Donelson, appelé ainsi en référence à son oncle, le président Andrew Jackson. Andrew Jackson Donelson est le secrétaire de Jackson pendant sa présidence et candidat à la vice-présidence en son nom propre. Le grand-père de Donelson est le colonel Daniel Smith, un officier de la guerre d'Indépendance, un des premiers leaders du middle Tennessee et l'un des premiers sénateurs du Tennessee.
En 1821, Donelson entre à West Point, et est diplômé en 1825, devenant un officier de l'armée des États-Unis. Il est affecté en tant que second lieutenant dans le 3rd U.S. Artillery. Il démissionne seulement six mois plus tard le 22 janvier 1826, pour devenir planteur dans le comté de Sumner. Il est aussi membre de la milice du Tennessee, commençant en tant que commandant en 1827 et est promu brigadier général en 1829.
En 1834, Donelson démissionne de la milice du Tennessee et part pour la Floride, travaillant une nouvelle fois comme planteur jusqu'en 1836. Ce séjour est bref, néanmoins, et il retourne au Tennessee deux ans plus tard, toujours comme planteur. En 1841, Donelson devient membre de la chambre des représentants du Tennessee. Il quitte après une session de deux ans de 1841 à 1843 sans se représenter, mais revient douze ans plus tard, en 1855, servant entre 1855 et 1861 et cette fois accédant à la présidence du bureau entre 1859 et 1861.

## Famille
Donelson et sa femme Margaret ont 10 enfants nés entre 1834 et 1854 : Mary, Sarah, Emily, Rebecca, Samuel, Martha, James, Susan, John B., et Daniel,.

## Guerre de Sécession

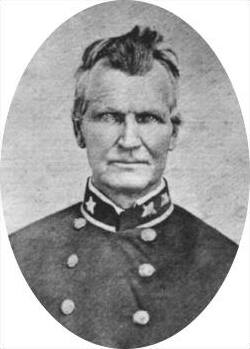
Daniel Smith Donelson (photographie prise entre 1861 et 1863).

Avec l'éclatement de la guerre de Sécession en 1861, Donelson s'engage en tant que volontaire dans la milice du Tennessee, laissant de côté ses deux carrières de planteur et de président du bureau de la chambre des représentants du Tennessee. Il reprend son grade précédent de brigadier général de la milice et en mai approuve les sites du fort Henry et du fort Donelson, ce dernier étant nommé en son honneur. Le fort Henry se révélera être un choix désastreux, étant pratiquement inondé et facilement capturé par Grant. Après que le Tennessee rejoint la Confédération, il devient brigadier général dans l'armée de la Confédération le 9 juillet 1861. Lors des deux années suivantes, Donelson participe à plusieurs campagnes ; menant l'assaut initial lors de la bataille de Perryville, perdant 26 % des effectifs de sa brigade de 1 429 hommes (71 tués, 300 blessés et 3 disparus). Il combat lors de la bataille de Stones River. Après que les troupes du brigadier général James R. Chalmers sont repoussées de Round Forrest, Donelson mène l'assaut à partir d'un direction différente. Ses hommes capturent onze canon et un millier de soldats fédéraux avant d'être contraints de se retirer. Finalement, il accède au commandement du département du Tennessee oriental le 17 janvier 1863.
Donelson est promu major général le 5 mars 1863 (avec une date de prise de rang au 17 janvier 1863) ; la confirmation par le sénat confédéré est faite le 22 avril 1863 avant que ne soit connu son décès, qui est survenu une semaine plus tôt. Il meurt d'une diarrhée chronique à Montvale Springs (en), près de Knoxville, Tennessee. Il est enterré dans le cimetière presbytérien de Hendersonville, Tennessee.

Le général Braxton Bragg fait l'éloge de Donelson en écrivant : 

« Le commandement général a annoncé à l'armée la mort du brigadier général D. S. Donelson. Il est mort dans le département du Tennessee oriental qu'il commandait. Les regrets avec lequel sa mort a été annoncée seront ressentis par l'armée et son pays. Il était un soldat instruit, d'une grande pureté de caractère, fidèle à ses principes et d'une bonté du cœur; Éclatant de courage sur le champ de bataille, après l'apaisement de l’excitation, il plaçait en premier la satisfaction de son commandement, et dévoué pour les malades et les blessés. Ses camarades dans cette armée, et ceux qui ont servi sous ses ordres se souviendront longtemps de ses actes et ses qualités.  »